# Spinasteron cavasteroides
Spinasteron cavasteroides là một loài nhện trong họ Zodariidae.
Loài này thuộc chi Spinasteron. Spinasteron cavasteroides được Barbara C miêu tả năm 2003. Baehr & Churchill.